# رؤوف عبيد

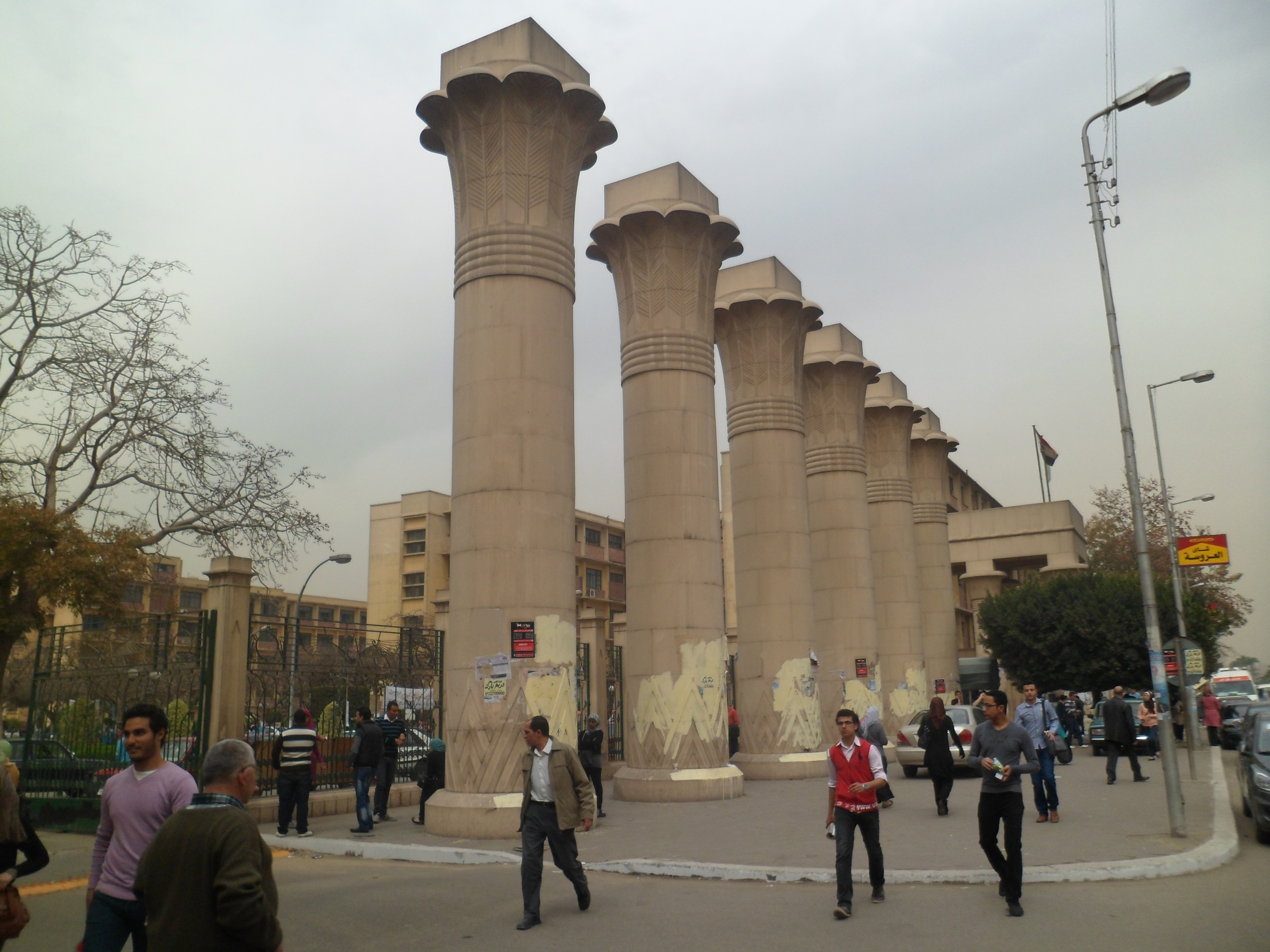
جامعة عين شمس

الدكتور رءوف عبيد أستاذ القانون الجنائي في كلّية الحقوق بجامعة عين شمس أطلق اسمه على واحده من قاعاتها بعد وفاته تقديرا لمكانته العلمية كان له اهتمام خاص بعالم الروح، فاصدر الكتير من المؤلفات الروحية وكان اهمها كتاب «الإنسان روح لاجسد» توفي عام 1989

## كتبه
- في التسيير والتخيير بين الفلسفة العامة وفلسفة القانون
- المشكلات العلمية الهامة في الاجراءات الجنائية
- عروس فرعون وشوقيات جديدة في عالم الغيب
- في الإلهام والاختبار الصوفي
- في الإلهام والاختبار الصوفي / جولة بين الفلسفة والتجريب،
- قصتي العظمى
- مفصل الإنسان روح لاجسد
- جرائم التزييف والتزوير
- شرح قانون العقوبات التكميلي
- التشريعات التموينية
- السببية الجنائية
- الشهادة الزور
- أصول علمي الاجرام والعقاب
- في العودة للتجسد بين الاعتقاد والفلسفة والعلم
- جرائم الاعتداء على الأشخاص والاموال